# Reproducción cultural

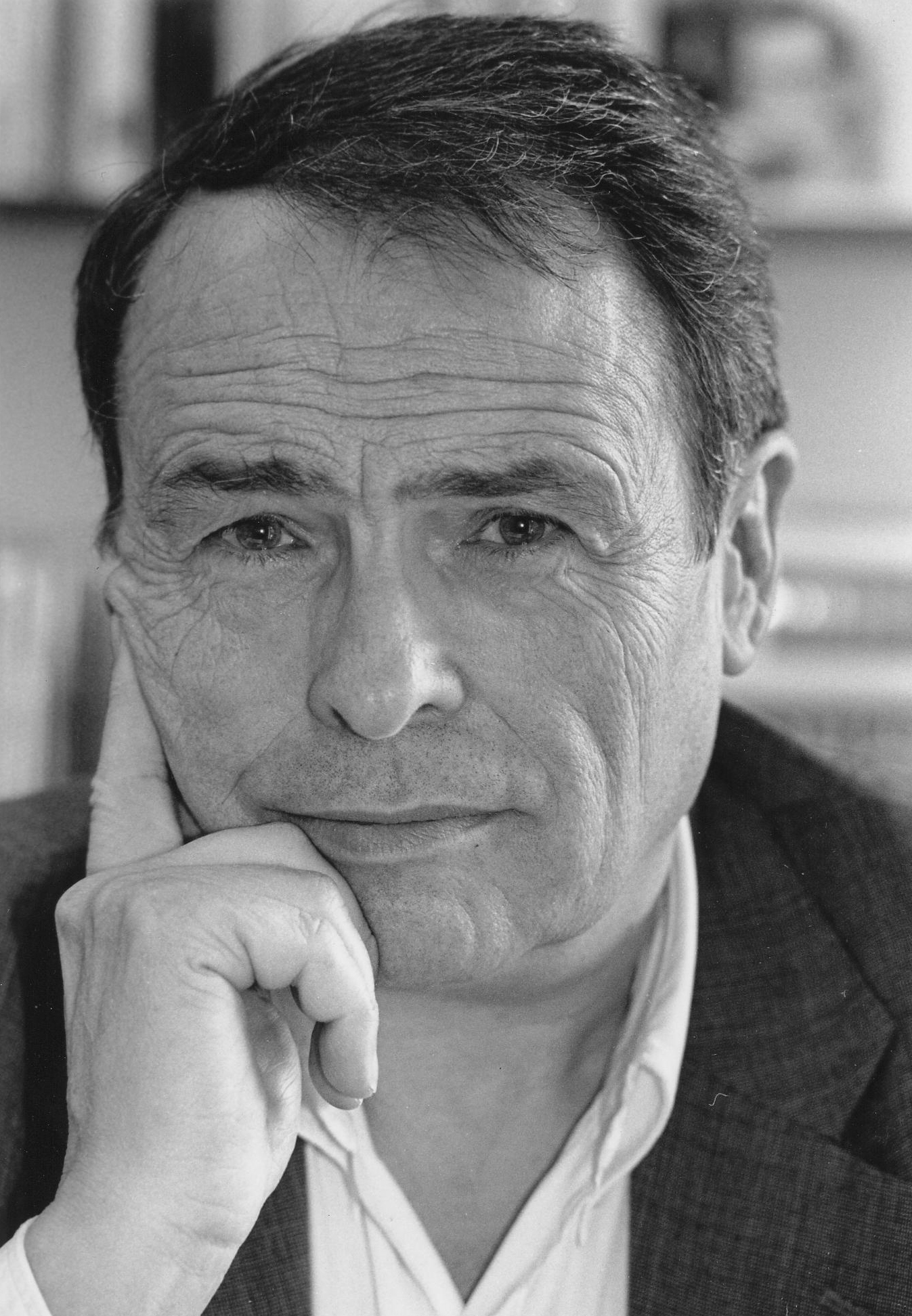
Pierre Bourdieu

La reproducción cultural es un concepto desarrollado por primera vez por el sociólogo y teórico cultural francés Pierre Bourdieu,  que se refiere a los mecanismos mediante los cuales las formas culturales, los valores, las prácticas y los entendimientos compartidos (es decir, las normas) existentes se transmiten de generación en generación, manteniendo así la continuidad de la experiencia cultural a lo largo del tiempo.

## Concepto
La reproducción, tal como se aplica a la cultura, es el proceso mediante el cual los diferentes aspectos de la cultura se transmiten de persona a persona o de sociedad a sociedad.
La reproducción cultural a menudo da como resultado la reproducción social o el proceso de transferir aspectos de la sociedad (como la clase) entre generaciones. Hay varias formas en que puede tener lugar dicha reproducción. A menudo, grupos de personas, especialmente las clases sociales, pueden actuar para reproducir la estructura social existente a fin de preservar sus ventajas. Asimismo, los procesos de escolarización en las sociedades modernas se encuentran entre los principales mecanismos de reproducción cultural y no operan únicamente a través de lo que se enseña en los cursos de instrucción formal. Históricamente, la gente se ha emigrado de diferentes regiones, llevando consigo ciertas normas y tradiciones culturales. Las culturas transmiten aspectos del comportamiento que los individuos aprenden de manera informal mientras están fuera de casa. Esta interacción entre individuos, que da como resultado la transferencia de normas, valores e informaciones culturales aceptadas, se logra a través del proceso conocido como socialización.

## Métodos
El método mediante el cual se produce la reproducción cultural varía según la ubicación, la conciencia y la intención del agente socializador para reproducir las normas sociales o culturales.

### Enculturación
La enculturación puede describirse como "una experiencia de aprendizaje en parte consciente y en parte inconsciente que se produce cuando la generación mayor invita, induce y obliga a la generación más joven a adoptar las formas tradicionales de pensar y comportarse de su cultura o grupo social". 
Aunque, en muchos sentidos, la enculturación reproduce las normas y tradiciones de generaciones anteriores, el grado de similitud entre las culturas de cada generación sucesiva a través de la enculturación puede variar. Este concepto podría demostrarse por la tendencia de cada generación sucesiva a seguir las normas culturales, como el concepto de derecho de paso en el transporte. Estas expectativas son establecidas y replicadas por la generación anterior. Por ejemplo, puede haber poca o ninguna evidencia empírica que respalde la elección de conducir en un carril u otro, pero con cada nueva generación, la norma aceptada de la cultura se refuerza y perpetúa.
Los padres y educadores resultan ser dos de las fuerzas de enculturación más influyentes de la reproducción cultural.

### Difusión
Comparativamente, la difusión es la dispersión de normas y comportamientos culturales entre grupos o individuos, que no las tenían como propias de su cultura o grupo social, y que de otro modo no estarían relacionados.  Por ejemplo, la integración de la comida china o la lingüística francesa en la cultura estadounidense representan este concepto.

## Bourdieu y la teoría de la reproducción
El concepto de reproducción cultural fue desarrollado por primera vez por el sociólogo y teórico cultural francés Pierre Bourdieu a principios de la década de 1970. Inicialmente, el trabajo de Bourdieu se refería a la formación en la sociedad moderna, creyendo que el sistema educativo se usaba únicamente para "reproducir" la cultura de la clase dominante para que las élites continuaran manteniendo el poder.
Las teorías de Bourdieu se basan en las proposiciones previas de Ludwig Wittgenstein, Maurice Merleau-Ponty, Edmund Husserl, Georges Canguilhem, Karl Marx, Gaston Bachelard, Max Weber, Émile Durkheim y Norbert Elias, entre otros. Comenzando a estudiar la socialización y cómo la cultura dominante y ciertas normas y tradiciones afectaban muchas relaciones sociales, las ideas de Bourdieu son especialmente similares a las de los Aparatos ideológicos estatales de Louis Althusser, que había surgido por la misma época. El trabajo sociológico de Bourdieu estuvo dominado por un análisis de los mecanismos de reproducción de las jerarquías sociales. En oposición a los análisis marxistas, Bourdieu criticó la primacía dada a los factores económicos y destacó que la capacidad de los actores sociales para imponer y comprometer activamente sus producciones culturales y sistemas simbólicos juega un papel esencial en la reproducción de las estructuras sociales de dominación. Desempeña un papel esencial en el análisis sociológico de Bourdieu lo que él llamó violencia simbólica: la capacidad de asegurar que la previsibilidad del orden social sea ignorada —o mal reconocida como natural— y así asegurar la legitimidad de las estructuras sociales establecidas.
En cuanto a la reproducción cultural, uno de los principales conceptos de Bourdieu fue introducido en Cultural Reproduction and Social Reproduction (1970), escrito con Jean-Claude Passeron, en el que los autores se centran principalmente en la reproducción estructural de las desventajas y desigualdades causadas por reproducción cultural. 
Según Bourdieu, las desigualdades se reciclan a través del sistema educativo y otras instituciones sociales. Bourdieu creía que las sociedades prósperas y opulentas de Occidente se estaban invirtiendo en capital cultural. La clase social alta, la familiaridad con la cultura burguesa y las credenciales educativas determinaban las oportunidades de la vida. Esta situación favorece a los miembros de la clase social más alta y ayuda a conservar las jerarquías sociales. Este sistema oculta y descuida el talento individual y la meritocracia académica. Junto con la Reproducción en la educación, la cultura y la sociedad, Bourdieu demostró la mayoría de sus teorías conocidas en su libro Los herederos (1964). Ambos libros lo establecieron como el creador de la "teoría de la reproducción".
Bourdieu también fue pionero en muchos marcos procedimentales y terminologías, enfatizando el papel de la práctica y su encarnación en la dinámica social . Tales conceptos de Bourdieu incluyen:
- capital cultural, social y simbólico;
- habitus;
- teoría de campo; y
- violencia simbólica.

## La formación como agente
La teoría de la reproducción cultural de Pierre Bourdieu se ocupa del vínculo entre la pertenencia de una persona a su clase original y la pertenencia a la clase a la que llega, y cómo este vínculo está mediatizado por el sistema educativo.
Bourdieu teoriza que lo que se enseña a las generaciones más jóvenes depende de los diversos grados de capital social, económico y cultural. Algunas culturas han ganado capital cultural y se consideran el grupo dominante sobre el resto. Sin embargo, para adquirir ese capital cultural uno debe experimentar un aprendizaje indiscernible y estas normas culturales deben usarse en los primeros días de la vida. A través de la reproducción cultural, solo aquellos miembros de la cultura dominante pueden adquirir conocimiento en relación con la forma en que se enseña desde dentro de este sistema cultural. Por lo tanto, quienes no son miembros de la cultura dominante están en desventaja para recibir información cultural y, por lo tanto, permanecerán en desventaja. Las sociedades capitalistas dependen de un sistema social estratificado, donde la clase trabajadora tiene una formación adecuada para el trabajo manual y nivelar tales desigualdades rompería el sistema. Por lo tanto, las escuelas en las sociedades capitalistas requieren un método de estratificación y, a menudo, eligen hacerlo de manera que la cultura dominante no pierda su hegemonía. Un método para mantener esta estratificación es mediante la reproducción cultural.
Según Alice Sullivan (2001), la teoría de la reproducción cultural implica tres premisas fundamentales: 
1. el capital cultural de los padres lo heredan los hijos;
2. el capital cultural de los niños se convierte en credenciales educativas; y
3. las credenciales educativas son un mecanismo importante de reproducción social en las sociedades capitalistas avanzadas.

No existe un consenso claro sobre el papel exacto de la educación dentro de la reproducción cultural; y además, hasta qué punto, si lo hay, este sistema fomenta o desalienta aspectos como la estratificación social, la desigualdad de recursos y las diferencias en el acceso a las oportunidades. Sin embargo, se cree que el medio principal por el cual la formación determina el estatus social, la clase, los valores y la jerarquía de un individuo es a través de su capital cultural. Esta noción de acumulación de capital cultural, y el grado en que un individuo alcanza capital cultural, determina el acceso del individuo a recursos y oportunidades.
Sin embargo, hay diversas ideologías y explicaciones que se han discutido significativamente.

### Curriculum oculto
Se argumenta que el concepto de formación como agente de reproducción cultural se explica menos directamente por el material o asignaturas que se enseñan, sino más bien a través de lo que se conoce como currículo oculto. Esto se refiere al aspecto de socialización del proceso educativo a través del cual un adolescente adquiere "actitudes y valores apropiados" necesarios para tener más éxito dentro del ámbito de la educación. El éxito o el fracaso de un adolescente dentro del sistema educativo formal es una función tanto de su capacidad para demostrar conocimientos a través de calificaciones educativas formales, como de la consecución de las cualidades antes mencionadas adquiridas a través de los mecanismos de socialización. Esta naturaleza de la educación se reproduce en todas las etapas del sistema; de primaria a postsecundaria. La capacidad de un alumno para progresar a cada nivel subsiguiente requiere el dominio del anterior. La capacidad de uno para completar con éxito el proceso educativo se correlaciona fuertemente con la capacidad de obtener después un salario adecuado, prestigio ocupacional, estatus social, etc., al participar en la fuerza laboral.

### Funcionalismo parsoniano
La formación proporciona prerrequisitos funcionales —conocidos como funcionalismo parsoniano— y establece que la función de la educación es proporcionar a los individuos los valores y actitudes necesarios para su trabajo futuro. Esto supone la suposición de que, independientemente del oficio que ejerza un individuo, todos necesitarán un conjunto similar de habilidades sociales para sus interacciones diarias. A partir de este concepto, surgió la idea de la formación como un aparato estatal ideológico, que profundiza en lo anterior al considerar que tanto la familia como la escuela trabajan juntas para reproducir las clases sociales, la jerarquía ocupacional, la orientación de valores y la ideología existentes.

### El sistema educativo como sistema capitalista
La formación refleja el sistema capitalista, en el sentido de que clasifica a los individuos y les asigna las habilidades necesarias para cumplir con su ocupación predestinada. Se proporciona a un individuo la actitud adecuada que debe observar dentro de la fuerza laboral. Además, establece una "aceptación a la reproducción de la actitud sumisa al orden establecido".
Con esto, se cree que el papel principal de la formación es un método para clasificar a los individuos en lugar de educar por igual: aquellos con altos niveles de capital social acumulado a partir de los padres u otras fuentes son más fácilmente capaces de sobresalir dentro del sistema educativo. Por lo tanto, estos individuos continuarán en un camino que los coloca en ocupaciones especializadas y comparativamente de gran prestigio. En contraste, aquellos con poco capital social o cultural mantendrán niveles bajos durante todo el proceso de educación y serán colocados en ocupaciones con poca demanda de capital cultural, ocupaciónes significativamente menos especializadas y prestigiosas. Con esta selección ocupacional, los individuos también mantendrán las normas culturales y el estatus social asociados con cada uno fuera de sus ocupaciones. Sin embargo este planteamiento no tiene en cuenta la capacidad intelectual innata de cada individuo, que lo reposiciona en su carrera educativa y profesional.
También hay que tener en cuenta que un individuo tiene que sacrificar parte de su salario para obtener una unidad adicional de educación. Además de las ganancias monetarias no percibidas, también hay gastos directos como matrícula, útiles, libros, etc. que se deben considerar al adquirir educación, así como costos psíquicos menos directos. Con esto hay una consideración económica y una compensación que el individuo debe considerar en sus aspiraciones de educación adicional. Aquel que tiene recursos y el deseo de continuar la educación tiene una ventaja comparativa significativa sobre un individuo que, en comparación, no los tiene. Este aspecto financiero de la formación resulta ser una consideración más en la naturaleza reproductiva de la educación.
Aquel que completa con éxito su proceso formativo tiene una ventaja comparativa significativa sobre un individuo similar que no lo hace. Por lo tanto, el grado en que la formación reproduce las normas culturales y sociales ya presentes en la sociedad subyacente se convierte en un factor significativo en la propagación continua de estas normas establecidas. Con esta división entre individuos que completan y no completan el proceso de educación formal, permanece la estratificación social y la desigualdad. Esto confirma aún más las normas culturales y reproduce el mismo sistema en cada generación sucesiva.